# Crystal Viper
Crystal Viper es una banda polaca de heavy metal fundada en el año de 2003 por la vocalista y guitarrista Marta Gabriel en la ciudad de Katowice.

## Historia
Con la alineación conformada por Marta Gabriel en la voz, Andy Wave y Vicky Vick en las guitarras, Tomasz Targosz en el bajo y el batería Tomasz «Golem» Dańczak, Crystal Viper publicó su álbum debut The Curse of the Crystal Viper en 2007, bajo el sello de Karthago Records. Un año después lanzaron el compilado The Last Axeman, el cual incluía versiones de Manilla Road, Virgin Steele y W.A.S.P. Después del lanzamiento de este recopilatorio, Vicky Vick y Tomasz Targosz dejaron la banda.
Tras la salida de Vick y Targosz, la agrupación integró al bajista Tomasz Woryna y en febrero de 2009 publicó Metal Nation, su segunda producción de estudio. En este disco, Gabriel grabó la guitarra rítmica y los teclados. Seis meses después, Crystal Viper lanzó su segundo álbum recopilatorio: Sleeping Swords. La banda lanzaría en 2010 su único álbum en directo, llamado Defenders of the Magic Circle: Live in Germany, esta vez con la discográfica AFM Records. Al transcurso de cuatro meses, el grupo sacaría al mercado su tercer álbum de estudio: Legends.
Siguiendo con la misma inercia, Crystal Viper publicó Crimen Excepta y Possession en 2012 y 2013 respectivamente. El primero cuenta con la participación del vocalista de Hell David Bower y Piotr «Peter» Wiwczarek, bajista de Vader; en tanto, Possession es un álbum conceptual que trata acerca de una niña llamada Julia.
Crystal Viper ha participado en varias ocasiones en algunos de los festivales de rock y heavy metal más importantes de Europa, como Bang Your Head, Keep It True, Sabaton Open Air - Rockstad Falun, Metal Magic Festival, Headbangers Open Air y Magic Circle Festival.

## Miembros

### Formación actual
- Marta Gabriel — voz, guitarra rítmica y teclados.
- Eric Juris — guitarra líder.
- Michal Badocha — bajo.
- Tomasz «Golem» Dańczak — batería.

### Miembros anteriores
- Vicky Vick — guitarra (2007-2008)
- Tomasz Targosz — bajo (2007-2008)
- Tomasz Woryna — bajo (2008-2012)
- Pete Raven (sólo en vivo, una presentación)
- Rafał Górny (sólo en vivo, una presentación)
- Mateusz Gajdzik (sólo en vivo, una presentación)

## Discografía

### Álbumes
- 2007: The Curse of the Crystal Viper
- 2008: The Last Axeman
- 2009: Metal Nation
- 2009: Sleeping Swords
- 2010: Defenders of the Magic Circle: Live in Germany
- 2010: Legends
- 2012: Crimen Excepta
- 2013: Possession
- 2017: Queen of the Witches
- 2021: The Cult